# سیارک ۳۸۷۸
سیارک ۳۸۷۸ (به انگلیسی: 3878 Jyoumon، نامگذاری:1982VR4) سه هزار و هشتصد و هفتاد و هشتمین سیارک کشف شده‌است که در ۱۴ نوامبر ۱۹۸۲ کشف شد.
قدر مطلق سیارک برابر ۱۲٫۸۰ است.